# Ilha da Caveira

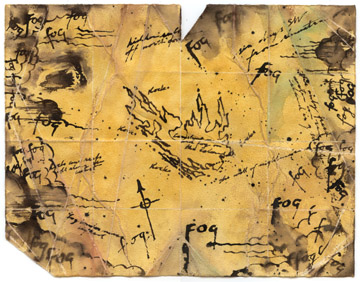
Mapa da Ilha da Caveira

Ilha da Caveira é uma ilha fictícia da franquia King Kong que apareceu primeiramente em 1933 como o lar do gorila gigante. Além de abrigar a Kong, a ilha também é o lar de outras criaturas, como dinossauros e insetos gigantes. A ilha também é habitada por uma tribo de aborígenes, que adotaram Kong como uma divindade, oferecendo-lhe sacrifícios humanos.

## Criaturas
Entre as criaturas que vivem na ilha estão:                                                                                                                                                                    
- Brontossauro - Um grande dinossauro saurópode semelhante ao Braquiossauro, que aparece no início do filme sendo filmados por Carl Denham (Jack Black) e sua equipe. Eles são atacados por um bando de Venatosaurus e causam um grande tumulto. Eles pisam vários tripulantes e alguns dos Venatosaurus. Eles são animais sociais que organizam em bandos liderados por um macho dominante. Os Bracuiossauros são os maiores herbívoros da ilha, são responsáveis também por manter a selva de invadir os campos restantes.

- Sarcosuchos (Também e chamado de Feotodon Ferrus) - Uma espécie de crocodilo terrestre. Com cerca de 6,7 metros de comprimento que vive nas florestas da ilha. No filme, Ann se depara com um Sarcosuchos macho alimentando-se de uma carcaça de Parassaurolofo. Ann tenta escapar despercebida, mas é notada pela fêmea. A fêmea tenta persegui-la em um tronco oco juntamente com o macho, porem Ann é inadvertidamente salva por um V-Rex (um tipo de Vastatosaurus Rex que mata e come a Sarcosuchos fêmea, forçando seu companheiro a fugir. O Sarcosuchos é um predador de emboscada que se esconde em pilhas de folhas secas, à espera para pequenos dinossauros e grandes aves que não voam passem para atacá-los. Alimenta-se também de carcaças e animais mortos.

- Arachnocidis - Uma espécie de aranha pré-histórica gigante que vive nos abismos subterrâneos da Ilha.

- Carnictis - Um verme pré-histórico gigante capaz de projetar sua boca e estômago para fora do corpo.

- Artrophleura - (também chamado de Decarnocimex) Uma espécie de Lacraia Pré-histórica gigante carnívora, no filme Carl pega um pedaço de um tronco e começa a lutar com o animal. Sua aparência lembra a de um gafanhoto. Media 2,5 a 3,3 metros de comprimento. Era extremamente agressivo e possuía pinças afiadas.

- Deinacrida rex - Uma espécie de grilo pré-histórico carnívoro gigante. No filme um bando deles saltam sobre Jack, mas os insetos são mortos á bala e ele é salvo. Media 3 cm de comprimento e vive nos abismos subterrâneos da ilha.

- Deplector - Um crustáceo das cavernas gigante. Ele aparece no filme quando captura um dos tripulantes tentando escalar uma das paredes para fugir do abismo. Porém somente a enorme pinça do caranguejo é mostrada capturando o homem e puxando para uma fenda.
- Abyscidis - (Também significa "Caranguejo assassino do abismo") Outra espécie de crustáceo pré-histórico gigante, que habita nos abismos subterrâneos da ilha.

- Escorpião-Pede - Uma espécie de escorpião subaquático. Ele aparece em uma cena deletada do filme. Eles atacaram a tripulação, mas os Escorpião-Pedes recuou de volta para a água, quando eles perceberam a Piranhadonte vindo em sua direção. Escorpião-pede aparece no jogo, baseado no filme do King Kong, onde é um dos principais antagonistas. Ele possui uma segunda pinça em sua cauda, e mede aproximadamente 3 metros de comprimento.

- Piranhadon titanus - Só aparece em The World of Kong. Piranhadon é uma espécie de peixe de 15 metros, parecido com um plesiossauro. No corte prolongado, uma Piranhadon atacou a equipe de resgate liderada por Hayes, Carl Denham e Jack Driscoll, matando três marinheiros e quase engolindo Jack inteiro. Piranhadon tem baixa visão, apenas por ser capaz de discernir silhuetas de presas, usando os barbilhões em seu queixo para sentir vibrações e a luz a partir da superfície para detectar a passagem da presa.

- Terapusmordax obscenus - Uma criatura semelhante a um morcego gigante. Um enxame deles aparecem empoleirados no covil de Kong. Quando Jack Driscoll tenta salvar Ann, ele desperta Kong que urra. Os Terapusmordax acordam e atacam Kong. Enquanto o gorila tenta afastá-los,  Jack e Ann conseguem escapar descendo por uma videira. Quando um dos Terapusmordax tenta matar Jack e Ann, Jack pega a asa do morcego e a Terapusmordax  os carrega até que eles caiam no rio abaixo. O Terapusmordax evoluiu de roedores sem pelos que se desenvolveram asas. Eles medem cerca de 1,9 a 2 metros de comprimento do corpo e 2,4 a 3,7 metros de envergadura das asas.

- Vastatosaurus rex (Rei dos Lagartos Devastadores) - Um descendente fictício do Tiranossauro Rex, mas com três dedos nas mãos. Ele aparece no filme devorando um Foetodon que perseguia Ann em um tronco, e em outra cena que ela é perseguida pelos terríveis terópodes. Em uma cena três deles batalham com Kong e o grande gorila vence todos. Vastatosaurus são os  maiores predadores da Ilha da Caveira e podem ter ajudado a contribuir para a extinção das espécies de Kong. No filme eles tinham cerca de 16 metros de comprimento. No livro, The World of Kong implica que o Vastatosaurus Rex é o que um Tyrannosaurus Rex teria se tornando se a espécie evoluísse por mais 65 milhões anos na Ilha da Caveira. V-rexes desenvolveram muitas características únicas em 65 milhões de anos de evolução, desde a era dos dinossauros, mas eles ainda carregam várias semelhanças reconhecíveis para os seus primos tiranossauros. Vastatosaurus têm grandes cabeças, cheias de grandes dentes que estão constantemente a ser regenerando para substituir os perdidos nos conflitos. Alguns V-rexes tinham até sobreposição de dentes como se pode encontrar nos tubarões modernos. Suas cabeças eram mais curtas e robustas do que a de um t-rex e eram intensamente reforçadas com ossos espessos. Como era a principal arma do animal, as cabeças de Vastatosaurus eram muitas vezes distintas umas da outras, sendo cobertas de cicatrizes e calos. Crescimentos ósseos anormais se formavam a partir de velhas batalhas com presas, outros predadores, rivais, ou até mesmo com companheiros.  As estreitas costelas curtas e um grande fosso entre as costelas e os quadris permitia uma flexibilidade surpreendente para os animais de seu tamanho, uma adaptação necessária para sobreviver entre as árvores altas e os seus pés eram bem maiores que os do t-rex, permitindo que corressem velozmente no terreno acidentado e íngreme da Ilha da Caveira. Juvenis caçavam separadamente dos adultos na selva, muitas vezes entrando em conflito com Venatosaurus. Outras características que diferenciavam o Vastatossauro do Tiranossauro era os braços do v-rex eram mais curtos porém mais fortes e apresentavam três dedos em cada mão, sendo o terceiro uma espécie de polegar, o que ajudava a segurar ou arrastar as presas que caçavam, ao invés de dois como no t-rex.  A pele do v-rex era mais espessa, escamosa, couraçada e mais protegida que a do t-rex.

- Venatosaurus sevidicus (Lagarto Perseguidor) - Um delgado dromeossauro, descendente do Velociraptor, que mede cerca de 7,3 metros de comprimento. No filme eles atacam a equipe de Jack e causam uma debandada de Brontossauros. Um dos Venatosaurus tenta atacar Carl Denham, mas Jack bate com a arma no dinossauro que é pisado pelos enormes Brontosaurus. Venatosaurus caçam em bandos, tem olhos no alto da cabeça o que permite que espreitem a presa e se mantenham escondidos. São os únicos predadores na Ilha da Caveira capazes de derrubar um Brontossauro adulto, além do V-rex. Eles também são altamente inteligentes e astutos, capazes de perseguir a presa através de ruínas e em armadilhas bem planejadas. Outra espécie menor chamada de Venatosaurus impavidus também está presente na ilha. Excepcionalmente ambas as espécies não possuem penas, apesar de serem dromeossauros.
- Ferrucutus - Um dinossauro Ceratopsio, descendente fictício do Triceratops, embora seja parecido com Estiracossauro. No filme um Ferrucutus aparece numa rápida cena bebendo água no rio, perto de uma grande cachoeira. Existe uma cena deletada do filme onde um Ferrucutus aparece atacando o Jack e os outros membros da tripulação, e em seguida, é morto baleado por Hayes. Ferrucutus possui dois pequenos chifres em seu bico, e media 34 metros de comprimento.
- Ligocristus - Uma espécie de Parassaurolofo fictício. Aparece apenas no The World of Kong. Em uma cena do filme Ligoristus aparece apenas morto, sendo alimentado por um Sarcosuchos. Ligocristus media 34 metros de comprimento e andava em maior grupo.
- Moonspider - Outra espécie de aranha carnívora pré-histórica gigante. No filme ele aparece escondido debaixo de uma pequena toca no chão, no momento em que Ann tenta fugir do Kong sem fazer barulho, ela acidentalmente pisa em cima da toca de Moonspider. Ele media 6-8 cm de comprimento. Possui hábitos noturnos, ou seja, ele caçava a noite, pra evitar de ser presa fácil pra outros predadores maiores. Ele caçava pequenos animais, como filhotes de dinossauros recém-nascidos, em ninhos que ficavam desprotegidos. Sua picada produz um veneno paralítico que causava paralisia em suas vítimas.
- Cunaepraedator - Um crustáceo pré-histórico marítimo gigante. Aparece apenas no jogo baseado no filme, em algumas fazes do game. Ele possui quatro pinças e media 18 a 24 cm de comprimento. Ele vive em praias da costa, ou em cavernas alagadas. Possui uma força extrema, pois foi capaz de derrubar estruturas nativas e até mesmo pegar um ser humano, sem nenhuma dificuldade.
- Megapede humus - Uma centopeia pré-histórica gigante. No filme um par deles aparece dentro de um tronco, onde Ann estava escondida. Media cerca de 3 a 5 metros de comprimento. Aparece também no jogo baseado no filme King Kong, como um dos principais antagonistas. Existem oito tipos de espécies de centopeias diferentes que estão presentes na ilha, entre eles estão: Dereponecis Megapede, Megapede horridus, Gyas, Idolon illotus, Idolon venefaucus, Omnimatercimex harpeforceps e Megapede impuro.
- Brutornis - Também aparece apenas no The World of Kong. É uma espécie de ave pré-histórica carnívora de 7 metros de altura, parecido com a ave Dyatrima, porém não voa. Num deleito prolongado do filme, um Brutornis aparece sendo morto por Lumpy, enquanto o grupo pensava ser a Ann. Existem também outros tipos de espécies de aves pré-históricas presentes na ilha
- Hebeosaurus - Um dinossauro Aetosauria descendente fictício do Anquilossauro. Aparece somente no livro The World of Kong. Diferente de seu descendente extinto Hebeosaurus não possui mais sua clava óssea em sua cauda, e sua aparência lembra a de um lagarto. Media 18 metros de comprimento e eram lentos. Tinha um pescoço grosso e um cano de garganta reforçado, o que faz ele resistir a mordidas mais fatais provocadas por qualquer predador mais perigoso na Ilha da Caveira.